# Heliotropium macrostachyum
Heliotropium macrostachyum är en strävbladig växtart som först beskrevs av Dc., och fick sitt nu gällande namn av William Botting Hemsley. Heliotropium macrostachyum ingår i Heliotropsläktet som ingår i familjen strävbladiga växter. Inga underarter finns listade i Catalogue of Life.